# ACOUSTIC NIGHT 1 ‐KINDNESS WAVE‐
『ACOUSTIC NIGHT 1 ‐KINDNESS WAVE‐ 』（アコースティック・ナイト 1 ‐カインドネス・ウェーヴ‐）は、1991年7月31日にリリースされた原田真二、2枚目のライブ・アルバム。

## 解説
- 自主レーベルから発売された通信販売・ライブ会場での販売が主だった、2枚組のライブ・アルバム。

- この前年ぐらいから「ACOUSTIC NIGHT」と題した小さな箱・少人数編成のアコースティックなLIVEにも積極的に取り組みだした原田真二が、1991年3月に行ったACOUSTIC NIGHTのLIVEツアーをアルバムにしてまとめたのが『ACOUSTIC NIGHT 1 ‐KINDNESS WAVE‐』である。

- このアルバムは基本的には、原田真二ソロでのピアノ & ギター弾き語りが中心。部分的に佐藤泰吾、鈴木彰、そして、リズムボックスが演奏をサポートしている。
- またコンサートトークを多く収録。歌あり・笑いあり・物まねあり・メッセージありで、当時のACOUSTIC NIGHT LIVEの雰囲気を知らせている。

- 1997年10月22日には新たにリマスター、ブックレット付属で、コナミレーベルから「ACOUSTIC NIGHT」として一般発売されている。

## Recorded on
‐1991年‐
- 3/12　HARAJUKU RUIDO
- 3/13　HARAJUKU RUIDO
- 3/15　KOBE CHICKEN JEORGE
- 3/16　ESAKA BOOMIN HALL
- 3/18　KYOTO MUSE HALL
- 3/19　NAGOYA BOTTOM LINE
- 3/23　CLUB GIO ICHIKAWA
- 3/28　CLUB 24 YOKOHAMA

## 収録曲

### CD 1
1. Modern Lovers （1:41）
2. 風をつかまえて（3:09）
3. A Day（2:18）
4. *Talk 「同僚のA子ちゃんへ」（5:28）
5. タイム・トラベル（6:56）
6. *Talk 「鏡」理論（12:36）
7. 愛してかんからりん（2:14）
8. Planet Vision（2:17）
9. *Talk 「つらぬいたハート」（4:56）
10. I Wanted to Stay in Love with You（3:32）
11. *Talk 「一家に一台リズムボックス」（5:05）
12. Spring Shower（3:34）
13. Lucky Beat（2:50）
14. *Talk 「カインドネスウエーブ」（9:28）
15. 黙示録（3:37）

### CD 2
1. 恋をブレンドドレッシング（7:32）
2. *Talk 「歌おう原田真二と」を斬る（9:02）
3. キャンディ （2:08）
4. シャドー・ボクサー（2:18）
5. てぃーんず ぶるーす（2:09）
6. 銀河 Dreamin'（3:01）
7. *Talk 「信じ続ければ、真二続ける」（4:19）
8. Every Night（5:21）
9. *Talk 「世界平和はジグソーパズル〜そして朝まで討論会!?」（13:25）
10. High-way 909（4:59）
11. 雨のハイウェイ（3:55）
12. Strawberry Night（2:50）
13. Save Our Soul（6:00）
14. Love to the World（3:09）

## MUSICIANS
- Produced and All Performed by SHINJI HARADA

### Additional Musicians
- TAIGO SATO
- AKIRA SUZUKI
- YAMAHA RX11 （リズムボックス）